# Marketing culturel
 (octobre 2016).
Le marketing culturel est un type de marketing management qui consiste à appliquer et adapter les principes généraux du marketing management aux services et produits des arts et de la culture qui ont des caractéristiques très différentes des biens et services traditionnels.
Ce marketing management propre aux services et produits culturels se caractérise notamment par le fait qu’il se destine à deux cibles bien particulières : les « consommateurs » vers lesquels sont dirigés les services et produits et les institutions qui jouent un rôle primordial en matière de financement.

## Les différents types de services et produits culturels
Les services produits culturels regroupent de nombreux types de produits, parmi lesquels on peut compter 9 types de services et produits culturels : 
- Les arts plastiques tels que les sculptures, les peintures, les photographies, etc.
- Les musées et expositions
- Le spectacle vivant
- Les livres
- Le cinéma
- La musique (CD, disques)
- Les « produits vidéo enregistrés »
- Les émissions de radio
- Les émissions de télévision

## Principe et fonctionnement

### Le marketing culturel répond aux objectifs des entreprises culturelles
L’offre dans le domaine des arts et de la culture se diversifie perpétuellement et propose ainsi toujours plus de nouvelles expériences à son public. Les entreprises culturelles ont donc besoin de nouveaux outils de gestion adaptés leur permettant de répondre à leurs objectifs :
- Conserver et diffuser des œuvres artistiques et culturelles de qualité
- Rendre accessible ces œuvres afin d’éduquer leur public
- Survivre financièrement de façon autonome ou avec l’aide d’institutions.

### Les champs d’action du marketing culturel
Le marketing culturel consiste ainsi à mettre en place et à piloter une logique opérationnelle afin que l’offre d’une entreprise culturelle et la demande existante ou potentielle soient en adéquation.
Afin de ne pas mettre en péril leur identité et leur objectif culturel à proprement parler, les professionnels de la culture doivent adopter une politique marketing adaptée et efficace. Pour cela, ils peuvent décider d’agir sur l’image de leur entreprise perçue, sur la façon dont leurs produits sont présentés au public ou enfin sur leur offre de produits en elle-même.

### Exemples d’actions marketing
Jean-Michel Tobelem définit plusieurs leviers que les entreprises culturelles peuvent utiliser dans le cadre de leur politique marketing : « l’amélioration des conditions d’accueil (horaires, tarifs, services, outils pédagogiques, convivialité, démarche qualité, etc.) ; le développement de programmes d’adhésion, d’abonnement et de fidélisation ; la consolidation des partenariats avec les secteurs éducatif, social (insertion, politique de la ville…), touristique et du développement local ; le développement d’actions de promotion et de communication, en lien avec les acteurs concernés ».

## Origines et évolution

### La culture en France
Avant la révolution française, les œuvres d’art sont possédées par le roi et la noblesse, et ce n’est qu’après que de véritables mesures sont mises en place soutenant l’idée d’un patrimoine national protégé par l’État. Vers 1790 de nombreuses institutions sont créées pour permettre la conservation des œuvres d’art  (Archives nationales en 1790, Muséum central des arts en 1793, Bibliothèque nationale en 1795, Institut national chargé de recueillir les découvertes, de perfectionner les arts et les sciences en 1795).
Le patrimoine s’étend aux bâtiments historiques en 1830 avec  l’inspection générale des monuments historiques ou encore en 1913 avec la loi sur le classement des monuments historiques.
Plus que des lois et règlements, la protection des Beaux-Arts apparait comme un devoir étatique, le premier ministère des beaux-arts est créé en 1862, s'ensuit le Ministère des Arts, Sciences et Lettres en janvier 1870 et enfin un Ministère des Arts en 1881-1882.  
Après la Seconde Guerre mondiale, les mesures se concentrent pour donner accès aux arts et à la culture à tous. En 1947 apparaît le Ministère de la Jeunesse, des Arts et des Lettres mais ce n’est qu’en 1957 qu’apparaît un ministère durable : le ministère des Affaires culturelles. Son but est « de rendre accessible les œuvres capitales de l’humanité, et d’abord de la France, au plus grand nombre possible de français ; d’assurer la plus vaste audience à notre patrimoine culturel et de favoriser la création des œuvres d’art et de l’esprit qui l’enrichissent ».

### Le marketing culturel, une réponse face aux modes de consommation changeants?
Le marketing culturel existe depuis aussi longtemps que les produits culturels existent, mais a de plus en plus de succès face à la multiplication d’offre de loisirs non-culturelles. Très impopulaire auprès d’une majorité des professionnels de l’art et de la culture pendant longtemps car associé à un côté trop commercial et froid (surtout pour les produits qui touchent au patrimoine et à l’histoire), il se démocratise et s’impose de plus en plus pour permettre à une institution culturelle d’être compétitive.
C’est en 1967 que Philip Kotler sort le premier livre sur le marketing des entreprises culturelles où il conclut que celles-ci sont « concurrencées par une foule d’autres organisations […] et qu’[elles] se heurtent donc à un problème de marketing ».
Avec l’apparition d’internet, le marketing culturel a aussi dû s’adapter pour pouvoir garder mais aussi atteindre de nouveaux marchés. L’émergence des réseaux sociaux et des vitrines web ont rendu les institutions culturelles et les artistes plus abordables (crowdfunding ou financement participatif, marketing participatif) et les échanges ont augmenté pour devenir non seulement des outils de recueil de données mais aussi des outils de marketing. De plus internet n’est plus qu’un simple moyen de communication et de distribution, il devient aussi un support pour la « consommation » de certains produits culturels à travers la dématérialisation (films, livres, musiques).

## Caractéristiques des produits culturels

### Les spécificités du produit culturel (par rapport au marketing traditionnel)
La stratégie marketing d’une entreprise culturelle est différente de celle d’une entreprise classique. En effet, la première doit partir de la vision de l’artiste et non de la demande des consommateurs, Par la suite, il est nécessaire de chercher le groupe de consommateurs le plus susceptible de s’intéresser à l’œuvre qui est produite. L’artiste est donc la base de toutes entreprises culturelles et sans artiste, elles ne pourraient pas exister. De plus, les entreprises culturelles n’ont pas un but lucratif mais un objectif artistique. On peut donc différencier ces entreprises dites du « secteur des arts » de celles appelées « industries culturelles » comme les spectacles de Broadway et les studios de Hollywood.
Comme tous produits, ceux dits « culturels » ont un cycle de vie propre avec une phase de création et  une phase de diffusion. De plus, les produits culturels ont des caractéristiques spécifiques par rapport aux produits industriels. Tout d’abord, ils ne sont pas toujours des œuvres d’art, on peut prendre l’exemple des émissions de télévision. Dominique Bourgeon-Renault a déterminé des caractéristiques propres aux produits culturels. Tout d’abord, ils sont complexes : les produits culturels sont très vastes, il en existe beaucoup et ils sont donc difficiles à définir. De plus, ils requièrent souvent un apprentissage de la part des consommateurs, notamment quand on parle d’œuvre d’art.
Ensuite, les produits culturels sont uniques de par leur caractère non reproductible. Il est en effet difficile voire impossible de reproduire à l’identique une pièce de théâtre ou un tableau. Par conséquent, lors de la phase de création d’un produit culturel, par exemple le spectacle vivant, il est compliqué de prédire ou d’anticiper les résultats. Selon Colbert, il n’existe pas de « mode d’emploi ou recette » pour les créer sauf s’ils appartiennent à des industries culturelles. Celles-ci reproduisent en masse des produits considérés comme culturels : livres, films, CD. De plus, elles ont un but lucratif et sont souvent de grande taille,  elles peuvent donc utiliser le modèle marketing classique et non le modèle marketing associé aux produits culturels.
Troisièmement, il y a un caractère symbolique associé aux produits culturels. Comme l’indique Bourgeon-Renault en citant Baudrillard, « les produits culturels existent principalement en tant que symboles et émettent des signes dont la combinaison peut aboutir à la constitution d’un code social. » En effet, ce sont les différentes classes sociales qui déterminent la consommation culturelle selon le capital social, culturel et économique de chaque individu.
On constate d’autres caractéristiques propres aux produits culturels. Parmi elles, les valeurs hédoniques et esthétiques représentent une part importante. On remarque que les consommateurs consomment des produits culturels pour prendre du plaisir et non par besoin réel.
Enfin, les produits culturels sont considérés comme atemporels. En effet, ils peuvent être remis à la mode des années après leur création. De plus, Bourgeon-Renault explique qu’on ne peut être fidèle à ce type de produit puisqu’ils sont par définition uniques. Cependant, on peut être fidèle au créateur comme par exemple un écrivain.

## Marketing et culture: deux termes en opposition?
Dans l’imaginaire collectif, l’art et la culture sont difficilement compatibles avec le concept du marketing. Pour autant, adapter des techniques du marketing aux produits des arts et de la culture s’avère parfois nécessaire dans le but de financer et de promouvoir certains projets.
Deux grands types de produits apparaissent, les produits « élitistes » ou « savants » contre les produits « populaires ou « divertissants ». Aux derniers peut s’appliquer la logique du marketing traditionnel, il s’agit de satisfaire un besoin du consommateur en créant un produit ou un service (films des studios Hollywood par exemple). Mais pour les autres, il s’agit d’attirer des consommateurs sur un produit prédéfini, hors les organisations culturelles qui soutiennent ceux-ci sont pour la plupart hostiles au marketing qu’elles attribuent aux biens de consommation de masse. En effet dans le marketing traditionnel on étudie le marché pour lui proposer un produit adapté, pour les produits « élitistes » il s’agit de cerner la cible à laquelle plairait le produit existant, il ne reste donc plus que trois composants du Marketing mix : le prix, la promotion et la distribution.
On peut aussi souligner que le concept de cycle de vie du produit ne fonctionne pas avec ces œuvres : en effet, lorsqu’un bien traditionnel va s’essouffler en fin de vie et être éventuellement remplacé par un autre, un bien culturel connait de nombreuses fluctuations et peut perdurer pendant très longtemps : ce sont des phénomènes de modes (artistes reconnus post mortem par exemple).
Cependant les biens culturels doivent se vendre sur deux niveaux, auprès des institutions qui les financent et auprès de leurs consommateurs finaux qui en profitent. Il est donc essentiel de pouvoir communiquer sur ceux-ci et c’est là que le marketing culturel intervient, son but est d’organiser la rencontre entre le marché et ce produit prédéfini.

## Les métiers du marketing culturel
Même si l’association du marketing aux produits culturels n’a pas encore réussi à s’imposer dans tous les esprits comme légitime et nécessaire, les métiers du marketing culturel ont tout de même tendance à se développer. La culture est aujourd’hui un nouveau domaine qui recrute gestionnaires et commerciaux dans l’objectif de développer et/ou d’enrichir la relation des entreprises culturelles aussi bien avec leur public qu’avec les institutions.

### Livres
Années 1960
- Philip Kotler, Marketing Management: Analysis, Planning and Control. Englewood Cliffs, N.J.: Prentice-Hall., 1967.

Années 1990
- Ministère de la culture et de la communication, Patrimoine, La Documentation française, coll. État et culture, 1992
- François Colbert, Le marketing des arts et de la culture, Broché, 1993.

Années 2000
- Isabelle Assassi, Spécificités du produit culturel. L'exemple du spectacle vivant, Revue française de gestion, 2003/1 no 142, p. 129-146.
- Dominique Bourgeon-Renault et alii, Marketing de l'Art et de la Culture : Spectacle vivant, patrimoine et industries culturelles, Broché, 2009
- François Colbert, Le marketing des arts et de la culture, Boucherville, Gaëtan Morin Editeur, 2e édition, 2002

Années 2010
- Jérôme Ramacker, Communiquer son projet artistique, Edi.pro, coll. Non-marchand, broché, 2013
- Jérôme Ramacker, Cultiver sa communication, Edi.pro, coll. Communication, broché, 2014.
- Marie-Christine Lichtle et alii, Marketing, Dunod, 2014, p. 299

### Articles
- Dominique Bourgeon-Renault, Marketing de l’art et de la culture, Dunod, Février 2009
- Richard de Vendeuil, Emploi - Les nouveaux métiers de la culture, Juin 1997
- Emilie Moronvalle, Marketing culturel : deux concepts qui s’opposent ?, 16 juillet 2013
- Emmanuel Wallon, La démocratisation culturelle, un horizon d’action, Les Cahiers français, n° 348, La Documentation française, Paris, janvier-février 2009.

### Séminaires
- François Colbert, Les éléments du marketing des arts et de la culture, 2013
- La Semaine de l’Art n° 29 – Invité : Jean-Michel Tobelem, directeur d’Option Culture et professeur associé à l’université Paris I Panthéon-Sorbonne, Octobre 2014